# David Șeinis
David Șeinis (rusă Давид Шейнис, n. 5/17 septembrie 1877, Lipcani, gubernia Basarabia, Imperiul Rus) a fost un evreu basarabean, avocat, demograf-statistician și economist rus și sovietic.

## Biografie
S-a născut în ștetlul Lipcani (acum oraș din raionul Briceni, Republica Moldova) din ținutul Hotin, gubernia Basarabia (Imperiul Rus), în familia absolventului școlii evreiești de stat din Jitomir, rabinul de Lipcani, Șai Șeinis, care a servit și ca inspector al școlii evreiești locale de stat. La sfârșitul anilor 1880, familia s-a mutat la Șargorod, unde tatăl său a fost ales rabin de stat. La 5 decembrie 1894, a trecut examenele de asistent farmaceutic la gimnaziul din Camenița, iar în 1901, examenele pentru cursul complet al gimnaziului de băieți din Zlatopol. După absolvirea Universității Imperiale Sf. Vladimir din Kiev, a lucrat ca avocat asistent. A publicat mai multe lucrări sociologice despre compoziția corpului studențesc evreu din Imperiul Rus.
După instaurarea puterii sovietice, a lucrat ca avocat. În 1922 a devenit șeful departamentului de locuințe al Direcției principale a serviciilor comunale NKVD a RSFSR, ale cărei sarcini erau de a monitoriza punerea în aplicare a decretului privind municipalizarea bunurilor. Împreună cu Boris Veselovski, a pus bazele studiului politicii de locuință a URSS. A publicat materiale juridice cu privire la problema locuințelor. Din 1930 a fost șef al Biroului de planificare și statistică al Direcției principale a serviciilor comunale NKVD a RSFSR, care în 1931 a fost transformată într-un Comisariat al poporului separat pentru serviciile comunale din cadrul Consiliului comisarilor populari al RSFSR. A fost membru al Comisiei mixte centrale pentru returnarea bunurilor naționalizate a cooperativelor de consum (1927), ulterior, membru al consiliului de administrație al Uniunii centrale a cooperativelor de locuințe din RSFSR (Tsentrojilsoiuz).  
A elaborat lucrări majore privind organizarea cooperativelor de locuințe și a serviciilor comunale, legislația privind locuințele în URSS. În 1931 a fost devenit membru al Institului „Giprogor” de planificare urbană și proiectare a edificiilor civile. În anii 1930, a fost implicat în principal în planificarea științifică a construcțiilor urbane, inclusiv în dezvoltarea teoretică a ideii de „oraș-grădină”.
A făcut parte din redacția revistelor Жилищная кооперация („Cooperarea în domeniul locuințelor”) și Коммунальное хозяйство („Servicii comunale”; 1921-1931).
În timpul celui de-al doilea război mondial, el și soția au fost evacuați la Irbit, regiunea Sverdlovsk.